# Hibes Montes
Hibes Montes és una estructura geològica del tipus mons a la superfície de Mart, situada amb el sistema de coordenades planetocèntriques a 4.72 ° de latitud N i 172.35 ° de longitud E. Fa 140 km de diàmetre. El nom va ser fet oficial per la UAI l'any 1985 i pren el nom d'una característica d'albedo localitzada a 17 ° de latitud N i 166 ° de longitud O.